# Epische Formel
Die epische Formel ist ein typisches, sprachliches Gestaltungsmerkmal der Volksballade. Die Volksballade verwendet einzelne vorgeprägte Wortfolgen, das sind Formelzeilen, Formelstrophen und ganze Formelfolgen in der erzählerischen Funktion, eine Handlung knapp, übersichtlich und verständlich zu gestalten. Klassische Beispiele finden sich in: „Bernauerin (Volksballade)“ mit der Überraschungsformel, „Graf und Nonne“ mit der Formelfolge: schwere Träume, Sattelstrophe und Treffen vor dem Tor, „Mädchenmörder“ mit der Entführungsformel und „Schloss in Österreich“ mit der Formelfolge Sattelstrophe (Pferd satteln) und Treffen vor dem Tor (vor dem Schloss) [an den angemerkten Stellen wird auf diese epischen Formeln hingewiesen].

## Begriff und literarische Einordnung
Die ältere Forschung betrachtete die Formelhaftigkeit des Volksliedes eher als eine stilistische Verarmung. Heute sehen wir in dem System epischer Formelhaftigkeit eine qualitativ hohe dichterische Gestaltungskomponente. Auf die stereotype Ausdrucksweise des Volksliedes (und der älteren Epik) ist man lange aufmerksam gewesen (Richard M. Meyer, 1889; Alfred Wirth, 1897; Albert Daur, 1909; Max Ittenbach, 1944; und andere).
Die epische Formel ist in der Volksballade eine relativ festgefügte, nur begrenzt variierte und unter den Bedingungen mündlicher Überlieferung entstandene Wendung. Sie wird auch mehrzeilig gebraucht in der typischen vierzeiligen Volksliedstrophe und aneinandergereiht als Folge mehrerer Formeln. Die epische Formel, formal konzentriert und inhaltlich leicht zu merken, ist ein die mündliche Überlieferung stabilisierender Faktor. Dagegen ist Variabilität an sich ein Hauptmerkmal der Gattung Volkslied und der Volksdichtung überhaupt. Engführung durch die stereotype Sprache einerseits, begrenzte Ausweitung durch die Variabilität andererseits bilden den Spannungsbogen, in dem Volksballadentexte überliefert werden und eine Sprachebene besonderer Tradition bilden.
Das Konzept der Analyse von Volksballadentexten anhand epischer Formeln ist auf die englisch-schottische Balladenüberlieferung ausgeweitet worden, wobei verschiedene Sprachebenen von Oberflächen- (formale Verwendung stereotyper Elemente) und Tiefenstruktur (zu analysierende inhaltliche Bedeutung) unterschieden werden (Flemming G. Andersen, 1985 [mit weiterführenden Hinweisen]). In einer zusätzlichen Erweiterung wird der kulturelle Hintergrund einer Blütezeit der dänischen und schwedischen Volksballade (folkevise) während der Renaissance einbezogen (Vibeke A. Pedersen, 1996 [mit weiterführenden Hinweisen]).
In einer Folge von epischen Formeln, die für die gesamte Liedüberlieferung bei gleichen und ähnlichen Szenen immer wieder verwendet wird, entsteht ein stabiles, narratives Gerüst für die Volksballade, die damit gut memorierbar ist, ja sogar scheinbar improvisierbar (memorierende, regelgebundene Improvisation). Darüber hinaus liefert die epische Formel mit einem abgegrenzten, tradierten Verständnishorizont und damit weitgehend festgelegter, inhaltlicher Bedeutung einen Interpretationsrahmen für den Text. Dieser setzt allerdings tradiertes Verständnis für das kulturelle Milieu der Volksballade voraus, und das muss für heutige Leser verständlich gemacht werden.
Parallelen in anderen literarischen Gattungen lassen erkennen, dass die epische Formel ein in der Volksdichtung (und in der davon beeinflussten Hochliteratur) allgemein verbreitetes Element ist. Ähnliche balladeske Strukturen sind derart in der europäischen Dichtung seit dem Mittelalter nachweisbar. Besonders in der dänischen Volksballade (folkevise) mit mittelalterlichen Wurzeln ist ein hochentwickelter Gebrauch epischer Formeln festzustellen.

## Abgrenzung der epischen Formel vom Motiv
Topos (Geisteswissenschaft) und Motiv (Literatur) sind thematisch orientierte Stilmerkmale eines Textes, das erstere bei wiederholtem, häufigem Gebrauch, das zweite bei gelegentlichem. Es sind vorgeprägte Sprachbilder, die stereotyp (immer, wenn ein solches Bild zur Sprache kommt) verwendet werden und damit mögliche individuelle und anderslautende Formulierungen sozusagen verdrängen. Die epische Formel dagegen ist eine funktionale Kategorie in der narrativen Gestaltung des Textes, ein strukturgebendes Textelement. Sie ist ein für ein Thema vorgefertigtes Satzmuster, welches den Erzählfluss in bestimmter Weise strukturiert und, immer wenn ein entsprechendes Handlungselement ansteht, traditionell übernommen wird. „Das Motiv ist von innerer (struktureller) Einheit, ohne jedoch eine Handlung […] zu konkretisieren.“ heißt es unter „Motiv (Literatur)“ in der Wikipedia.de. Gerade das tut aber die epische Formel; sie konkretisiert und charakterisiert einen Handlungsverlauf in stereotyper, vorgeprägter Weise.
Ein Erzählstoff setzt sich aus Motiven zusammen. Das Motiv ist die „kleinste individuelle Handlungseinheit“. Diese allgemeingültige Formulierung steht auch am Anfang der Überlegungen zur epischen Formel. Die epische Formel kann auch ein Motiv beinhalten, beschreibt aber einen Handlungsverlauf, nicht ein einzelnes Bild. Für die Volksballade sind nicht einzelne Motive von Interesse, sie fokussiert auf ein Thema, das sich an der Gesamthandlung orientiert, etwa in der Volksballade von Graf und Nonne das Thema „arm und reich“ als Gegensatz. Das wird konkretisiert im Bild vom reichen „Grafen“ und dem armen Mädchen, dem als Ausweg, da sie (ohne nähere Begründung) ihn nicht haben will, nur der Gang ins Kloster als „Nonne“ bleibt. Der soziale Gegensatz wird zudem im Bild von „Berg und Tal“ als Eingangsstrophe beschrieben. Der Verlauf der Handlung selbst bekommt seine Struktur durch eine Abfolge epischer Formeln.
Eine von mehreren Möglichkeiten (neben der formelhaften vor allem die individuelle Gestaltung in der Hochliteratur, die alles Stereotype grundsätzlich „verachtet“ – Übergänge gibt es jedoch), den Erzählstoff zu strukturieren, bedient sich der epischen Formel, die vor allem ein Kennzeichen der an Mündlichkeit orientierten Volksliteratur ist. (Die Bilder, welche dabei verwendet werden, stammen aus dem Repertoire des gemeinsamen kulturellen Gedächtnisses (kulturelles Gedächtnis); für einen heutigen Leser müssen sie häufig erläutert und interpretiert werden.) Das gilt jedoch nicht für die gesamte Volksliteratur mit ihren verschiedenen Gattungen in gleicher Weise; für die Volksballade mit ihren endreimenden Strophenformen ist die epische Formel charakteristisch; sie ist gattungstypisch, ja sie konstituiert diese Gattung. Für das Volksmärchen, das (abgesehen von eingestreuten Versen) eine Form der Prosaerzählung darstellt, ist das Motiv bestimmend; die Erforschung von tradierten Erzähl-Motiven (Aarne-Thompson-Index) aus mündlicher Überlieferung bedient sich der Volksmärchen, nicht der Volksballade.

## Beispiele für epische Formeln
Wir skizzieren eine Auswahl der auffälligsten epischen Formeln in der Volksballade. Der Struktur der Handlung entsprechend können sie folgenden Szenen zugeordnet werden: Situationsformeln, Begegnungsformeln, Überraschungsformeln, Formelfolge: schwere Träume, Sattelstrophe und Treffen vor dem Tor, Konfrontationsformeln, Entführungsformeln.

### Situationsformeln
Situationsformeln sind epische Strukturelemente balladesker Handlungsführung zur Eröffnung und zur Schilderung der Ausgangssituation. Etwa mit „Der Tag verging, es kam die Nacht, die Braut ward in die Kammer gebracht“ wird ausgedrückt, dass nach dem glücklich verlaufenden Tag der Einbruch des Abends eine bedrohliche Situation ankündigt, die dem Handlungsverlauf eine dramatische Wendung gibt (in diesem Fall: in der „Bluthochzeit“ stirbt die Braut in dieser Nacht). Funktionsgleich sind Formeln wie „Es ritt ein Ritter wohl über den Rhein...“, „Es wollt einmal ein edler Herr ausreiten...“, welche die Gefahr der Entfernung vom gewohnten Umfeld signalisieren und zu einer Konfrontation (siehe dort) führen.
Die „Fremde“ ist gefährlich wie der Abend für den Tag. „Der englische König wohl über dem Rhein, der hatte...“ eine Tochter, die als Dienstmagd unwürdig ihr Leben zubringt („Dienende Schwester“). „Über den Rhein...“ ist eine epische Formel für die gefährliche Fremde. Sie wird etwa auch im slowenischen Volkslied allgemein gebraucht, um Trennung und Abschied zu signalisieren. Der Rhein ist (im Lied und in der historischen Realität auf weite Strecken) eine typische Schwelle zwischen verschiedenen Kulturlandschaften, die früher nicht ohne Not überschritten werden sollte. Auch Heiraten zwischen evangelischen und katholischen Landschaften, die durch den Rhein getrennt waren, sind bis in das 20. Jahrhundert hinein eher ungewöhnlich. Mit dem Bild vom Rhein wird historische Erfahrung verarbeitet, die allerdings nicht in jeder Region gleich war (am Oberrhein bildete der Fluss keine starre Grenze).
„Es ritt ein Herr und auch ein Knecht den breiten Weg, den schmalen Steg...“, „Es reitet... wohl über ein breite Haide, übern schmalen Steg, da [plötzlich]...“ und ähnlich verbindet vordergründiges Bild (schmaler Steg) mit inhaltlich drohender Gefahr.
Eine andere typische Ausgangssituation erzählt vom Mädchen, das „in den Wald“ gehen will. Mit „Ein Mädchen wollte früh aufstehn, wollt gehen in den Wald, wollt in den Wald spazieren gehn, halli, hallo, spazieren gehn, wollt Brombeern brocken [pflücken] ab. / Und als das Mädchen in den Wald nauskam, begegnet ihm der Jägersknecht...“ beginnt eine Variante der Volksballade von der „Brombeerpflückerin“, die vom Jäger vergewaltigt wird. Der Wald und die Heide (siehe: Begegnung auf der Heide) sind in der Volksballade „gefährliche“ Bereiche, die jenseits der Schwelle von Haus und Hof und außerhalb des gepflügten Ackers liegen.
Diese Schwelle wird in den skandinavischen Volksballaden, welche nicht nur in dieser Hinsicht archaischer als die deutschen erscheinen, sehr deutlich markiert. Tragisches Zusammentreffen findet am bzw. im Tor des Hofes und der Burg statt, ahnungsvolle Blicke gehen aus dem Fenster und über die Zinne hinaus (auch in der französischen Volksballade ist der Blick „von der Zinne“ eine weitverbreitete Formel, der eine Bildformel „Madame à sa tour“ entspricht). Der Wald hat als Formel zuweilen durchaus auch einen konkreten und realen Hintergrund wie etwa im Lied vom „Mädchenmörder“: Mitten im Wald findet das Mädchen Herrn Halewijn (Tauben und blutrotes Quellwasser warnen sie zuvor). Es kommt an den Galgenwald, wo Frauen erhängt sind. Das droht auch dem Mädchen.

### Begegnungsformeln
Mit „Als er nun über die Heide ritt und seiner Frau Schwieger entgegen sieht, da nahm...“ entwickelt eine Volksballade mit der epischen Formelfolge „über die Heide reiten... / (ihm) entgegen sehen...“ eine dramatische Handlung. Neben dem Wald, welcher im Märchen eine signifikante Rolle spielt und ebenso in den dänischen Volksballaden als typischer Ort der Gefährdung auftaucht, ist die Heide ein Ort der bedrohlichen Begegnung.
„Die Graserin schaut zum Fenster hinaus, da sieht sie...“ kombiniert die Situationsformel mit einer Folgeformel der Begegnung. Der scheinbar zufällige Blick aus dem Fenster führt Personen zusammen, und daraus entwickelt sich als nächste Szene häufig ein Dialog dieser Personen. Wiederum ist die Beziehung zumeist tragischer Natur. Ähnlich heißt es „Das Fräulein an der Zinne stand und sah zum Fenster aus, es sah...“ für eine folgende schicksalhafte Begegnung. Die einzelnen Ausdrücke lassen sich einem größeren Formelfeld zuordnen, das Begriffe inhaltlich gleicher Bedeutung, aber variabler Ausdrucksweise vereint: „weit hinaus schauen“, „schauen so weit“, „zum Fenster hinaus“, „von der Zinne schauen“, „an der Zinne stehen“ und so weiter.
Eine weitere Situationsformel, die zu einer Begegnung führt, kennen wir mit dem „Mädchen, das wollte Wasser schöpfen in einem tiefen Brunnen...“,
„Wasser holen an einem tiefen Brunnen...“ Die Begegnung am Brunnen ist ein in der gesamten Literatur beliebtes Motiv (auch z. B. in der Erzählung der Bibel häufig) und eine typische Balladenszene. Wasserholen am Brunnen gehörte früher zur täglichen Hausarbeit, und der Brunnen war damit ein selbstverständlicher Ort der Begegnung und des Gedankenaustausches. Damit wird eine Szene gestaltet, die sich gut für den Ausgangspunkt weiterer Handlung eignet.
Ähnliches gilt für die Brücke, die sich als Ort der Begegnung (zumeist tragischer Art) eignet: „Ein Schäfer über die Brücke trieb, ein Edelmann ihm entgegenritt...“ („Edelmann und Schäfer“).

### Überraschungsformeln
Mit „Und als...“ markiert die Volksballade eine plötzliche, überraschende Begegnung (siehe auch: Begegnung auf der Heide). Es ist grammatikalisch ein kleines, jedoch typisches Element für die Spannungssteigerung, aber auch zur Kontrastierung zweier Personen, die sich (zumeist in feindlicher Absicht) gegenübertreten.
Auch mit der Fragestellung „Was...“ markiert der Text erhöhte Spannung. „Was nahm sie von ihrem Haupte, eine güldene Königskron...“ im Text von „Es waren zwei Königskinder“, als die Königstochter verzweifelt aufgibt und Selbstmord begeht. Gleiches gilt für „was zog sie ab vom Finger...“, „was sieht er...“, „was zog er aus der Scheide? Ein Schwert von Gold rot und stach...“ und so weiter.
Die Formulierung ist vom Ansatz her ähnlich wie in der überraschenden Begegnung. Fast nie wird eine kleine Handlung, wie z. B. das Abstreifen eines Ringes, direkt ausgedrückt (etwa: Jetzt nahm sie den Ring), sondern immer wieder fordert die Formulierung mit dem kleinen Vorspann „Was...“ Aufmerksamkeit. Das steigert punktuell die dramatische Spannung (aber nur auf der sprachlichen Ebene; die folgende Handlung ist für den Hörer kaum überraschend; die Handlung ist bekannt). Dieses unscheinbare, aber typische Element der Spannungssteigerung ist sehr häufig vertreten; die Fragefloskel gehört zum Grundbestand der Volksballadensprache.
„Und wie er kam, da stand...“., „Und wie er auf die Mitte hinauf kam, da...“, „und als sie kam, da sah sie...“, „und als sie kamen, da hörten sie...“, „und als sie ritten ein, da trug man...“, „und wie kam, da brachte er...“ und so weiter ist ein Feld epischer Formeln mit dem am häufigsten gebrauchte Hilfsmittel für eine dramatische Darstellung: das überraschende Zusammentreffen der beiden Hauptpersonen, eingeleitet mit dem minimalen Signal „und als“ („und wie“). Die Volksballadensprache vermag mit einfachsten Mitteln in hochkonzentrierter Form dramatische Spannung aufzubauen.

### Formelfolge: schwere Träume, Sattelstrophe und Treffen vor dem Tor
Epische Formelstrophen wie „um Mitternacht, da träumte ihm sehr schwer...“, „Und als es war um Mitternacht, dem jungen Grafen träumts so schwer...“ („Graf und Nonne“), „es stand wohl an den dritten Tag, dem Herrn träumt es so schwer...“ geben einen Alarm, der im narrativen Ablauf oft auf die formelhafte „Situation“ und „Konfrontation“ folgt (siehe diese).
Der Traumstrophe folgt häufig die Sattelstrophe; der Alarm geht in Aktion über: „Auf Knecht steh auf und tummle dich, sattle unser beide Pferd...“ (wieder im Paradebeispiel „Graf und Nonne“) oder „Da sprach der Graf zu seinem Knecht: Sattle uns zwei Pferd...“ („Graf und Magd“).
Es ist (in geringfügigen Abwandlungen) eine häufig gebrauchte Formel, die bei einem Szenenwechsel neues dramatisches Geschehen einführt. Es folgt z. B. eine tragische „Begegnung“ „auf der Heide“. Die Sattelstrophe ist eine typische Alarmformel (oder auch bereits beginnende Aktion), die etwa von einer anreihenden Begegnungs- und Entführungsformel fortgesetzt werden kann. Abrupter Szenenwechsel ist für den „sprunghaften“ Stil der Volksballade typisch. Epische Formelfolgen gestalten solchen Szenenwechsel.
Eine dritte epische Formel kann sich anschließen; mit der stereotypen Ausführung werden drei Strophen aneinander gekettet und damit leicht memorierbar. Das „Treffen vor dem Tor“ signalisiert Ankunft oder Empfang mit epischen Formeln, die innerhalb eines Formelfeldes gleicher Bedeutungen variieren können: „Sie kam vor einer Frau Wirtin Tür, da klopft sie an gar leise dafür. Frau Wirtin sprach: Wer ist draußen vor meiner Tür...“, „Sie reiten vor ihr Haus...“, „Als sie zur Pforte kamen...“ und so weiter. Ähnlich wird der Empfang gestaltet: „Sie reiten miteinander in den Hof hinein, die Schwiegermutter ihnen entgegen schreit...“, „...ritt zum Tor hinein, ihm entgegen kam....“ und ähnlich. Das Wörtchen „überraschend“ wird nicht verwendet, aber mit solchen Formeln soll eine entsprechende dramatische Spannung markiert werden, der dann die Konfrontation folgt.

### Konfrontationsformeln
Der Konfrontation geht in der Volksballade die „Situation“ voraus, die balladeske Beschreibung der Ausgangslage. Verwendet werden dazu epische Formeln wie „aus dem Fenster sehen, und da...“, „in den Hof einritt... Schwiegermutter entgegen schritt“ (eine Formel der Begegnung, siehe oben). Eine besondere Art der Konfrontation wird mit einer Situation beschrieben, in der der eine Handlungspartner „am Tisch“ sitzt, zumeist fröhlich speist, als ihm plötzlich eine alarmierende Nachricht überbracht wird oder sein Kontrahent ihm direkt „vor dem Tisch“ entgegentritt. „Und da sie vor Regensburg hinein kam, wohl vor die hohen Tore, da sitzt der Markgraf oben am Tisch, der spricht...“ („Das Schwabentöchterlein“). Der Tisch spielt in der Volksballade oft eine Rolle als Barriere zwischen fröhlichem Gelage und gefährlicher, von außen drohende Handlung. Dieses Bild wird auch in der altnordischen und der mittelhochdeutschen Epik verwendet und hat ebenso eine Bildformel als Entsprechung.

### Entführungsformeln
Die Reaktion ist in der Volksballade der Abschluss einer Formelkette als balladeske Beschreibung dramatischer Entwicklung. Eine Reaktionsformel ist die oben erwähnte „Sattelstrophe“, eine andere eine abschließende Totschlag-Strophe (hier nicht ausgeführt). Eine typische Reaktion, mit der ein Handlungsgeschehen abgeschlossen wird, ist die Entführung. „Da nahm er sie bei ihrem Rock und setzte sie hinter sich auf sein Ross“, „er greift sie wohl mit ihrem Rock, er schwingt sie wohl auf sein hohes Ross“, „er nahm sie an ihrem rechten Arm, er schwenkt sie auf sein hohes Ross...“ und ähnliche Formulierungen aus unterschiedlichen Volksballaden schildern solche Entführungen. Gleiches signalisiert „Er nahm sie bei der Hände, bei ihrer schneeweißen Hand. / Er führt sie an das Ende...“

## Formelgebrauch
Was die Texte durch den Gebrauch einer stereotypisierten (formelhaften) Sprache zu verlieren scheinen (und was ihnen die ältere Forschung vorgeworfen hat: der „originale“ Text wäre mit der mündlichen Überlieferung verloren gegangen), nämlich an Individualität und Einmaligkeit authentischer Dichtung, gewinnen sie (unserer Ansicht heute nach) an Prägnanz eindimensionaler, dramatischer Darstellung. Das Geschehen wird nicht erläutert, nicht hinterfragt, sondern tragisches Schicksal wird als gegeben hingenommen. Im Verständnis für die Bedeutung der formelhaften Sprache der Volksballade liegt ein Schlüssel zur Interpretation dieser Gattung der Volksdichtung überhaupt. Der Gebrauch epischer Formeln erweist sich als ein Definitionskern der Gattung.